# Gouvernement mi'gmaq de Listuguj
Le Gouvernement mi'gmaq de Listuguj, dont le nom officiel est Listuguj Mi'gmaq Government, est la plus grande Première Nation micmaque au Québec au Canada. Elle est basée à Listuguj, une réserve indienne située sur la rive sud de la péninsule gaspésienne. En 2016, elle a une population inscrite de 4 015 membres. Elle est dirigée par un conseil de bande et est affiliée au Secrétariat Mi'gmawei Mawiomi.

## Démographie
Les membres de la Nation de Listuguj sont des Micmacs, également appelés Mi'gmaq. En novembre 2016, la bande a une population inscrite totale de 4 015 membres dont 1 927 vivaient hors réserve. Selon le recensement de 2011 de Statistique Canada, l'âge médian de la population est de 33 ans.

## Géographie
Le Gouvernement mi'gmaq de Listuguj est basé sur la réserve indienne de Listuguj située près de Ristigouche sur la rive sud de la péninsule gaspésienne dans l'Est du Québec. Celle-ci couvre une superficie de 4 352 hectares. Le centre de services situé le plus près est Campbellton au Nouveau-Brunswick et la ville importante la plus proche est Québec.

## Langue
La langue des Micmacs est le micmac, une langue de la famille des langues algonquiennes. Selon le recensement de 2011 de Statistique Canada, sur une population totale de 1 720 personnes, 28,5 % de la population connaissent une langue autochtone. Plus précisément, 24,4 % ont une langue autochtone encore parlée et comprise en tant que langue maternelle et 16,3 % parlent une langue autochtone à la maison. En ce qui a trait aux langues officielles, 22,7 % de la population connaissent les deux et le reste connait seulement l'anglais.

## Gouvernement
La Nation mi'gmaq de Listuguj est dirigée par un conseil de bande, appelé le Gouvernement mi'gmaq de Listuguj, élu selon un système d'élection basé sur la section 11 de la Loi sur les Indiens. Pour le mandat de 2016 à 2018, ce conseil est composé du chef Darcy Gray et de 12 conseillers. La bande fait partie du conseil tribal du Secrétariat Mi'gmawei Mawiomi qui comprend les trois nations micmaques de la Gaspésie.